# Sör-Gällarsjön
Sör-Gällarsjön är en sjö i Örnsköldsviks kommun i Ångermanland och ingår i Gideälvens huvudavrinningsområde. Sjön har en area på 0,216 kvadratkilometer och ligger 380,8 meter över havet.

## Delavrinningsområde
Sör-Gällarsjön ingår i det delavrinningsområde (708457-159799) som SMHI kallar för Utloppet av Sör-Gällarsjön. Medelhöjden är 446 meter över havet och ytan är 4,74 kvadratkilometer. Det finns inga avrinningsområden uppströms utan avrinningsområdet är högsta punkten. Vattendraget som avvattnar avrinningsområdet har biflödesordning 5, vilket innebär att vattnet flödar genom totalt 5 vattendrag innan det når havet efter 121 kilometer. Avrinningsområdet består mestadels av skog (80 procent). Avrinningsområdet har 0,22 kvadratkilometer vattenytor vilket ger det en sjöprocent på 4,6 procent.